# مارتن كيلرمان
مارتن كيلرمان (بالسويدية: Martin Kellerman)‏ هو فنان قصص مصورة ورسام كارتون سويدي، ولد في 24 ديسمبر 1973 في فاكسيو في السويد.

## روابط خارجية
- مارتن كيلرمان على موقع IMDb (الإنجليزية)